# Smicrips palmicola
Smicrips palmicola är en skalbaggsart som beskrevs av Leconte 1878. Smicrips palmicola ingår i släktet Smicrips och familjen Smicripidae. Inga underarter finns listade i Catalogue of Life.